# Исаков, Юрий Борисович
Юрий Борисович Исаков (1949—2013) — советский легкоатлет, специализировавшийся в прыжках с шестом.

## Биография
Начал заниматься легкой атлетикой в ДЮСШ спортивного клуба «Уралмаш» в группе тренера-преподавателя Валерия Ивановича Исакина. Освоил практически все виды легкой атлетики, однако это не помешало ему в старшем возрасте (1968) стать победителем первенства СССР, войти в состав юношеской сборной страны и в Белграде установить рекорд Советского Союза среди юношей по избранному виду спорта — прыжкам с шестом (5,02 м).
В 1968 году победил на III Европейских юниорских легкоатлетических играх.
После окончания средней школы (1968) поступает на факультет физвоспитания Свердловского государственного педагогического института.
В 1971 году завоевал бронзу чемпионата Европы в помещениях.
Окончив институт в 1972 году, призван на срочную службу в ряды Вооруженных сил СССР. Службу проходил в СКА-17 Уральского военного округа.
Серебряный призёр Универсиады 1973 года с результатом 5,30 м.
Победитель Кубка Европы 1973 года.
В 1974 году завоевал бронзу чемпионата Европы.
В 1974 году после окончания офицерских курсов присвоено звание младший лейтенант и остается служить в армии. Неоднократный победитель и призёр чемпионата Вооруженных Сил СССР. Призёр Спартакиады дружественных армий.
Бронзовый призёр Кубка Европы 1975 года.
Участник монреальской Олимпиады, но уже в предварительных соревнованиях не выполняет квалификационный норматив.
Чемпион СССР (1969, 1973). Серебряный призёр чемпионата СССР (1970, 1972, 1974, 1975, 1976).
Юрий Борисович дважды улучшал рекорд Советского Союза — 5,36 м и 5,41 м. Установил рекорд Свердловской области — 5,50 м.
Спортивную карьеру закончил в 1980 году.
Продолжая службу в СКА-17 в 1989 году был назначен начальник спортивного клуба Уральского Военного округа. Выполнял обязанности начальника клуба до выхода на пенсию по выслуге лет в 1994 году.
С 1995 года в хоккейном клубе СКА-бенди.
Воспитал сына Евгения, который продолжил спортивные традиции своего отца на чемпионате России в 1997 году стал серебряным призёром с установлением нового рекорда Свердловской области — 5 м 55 см.
Подполковник в отставке. Награждён медалью «За боевые заслуги».
Умер 20 сентября 2013 года. Похоронен на Северном кладбище.